# Shuidong, Guangdong
Shuidong (kinesiska: 水东) är ett stadsdelsdistrikt i sydöstra Kina. Det ligger i stadsdistriktet Dianbai i staden Maoming i provinsen Guangdong, omkring 290 kilometer sydväst om provinshuvudstaden Guangzhou. Antalet invånare är 146 032. Befolkningen består av 68 672 kvinnor och 77 360 män. Barn under 15 år utgör 17,0 %, vuxna 15-64 år 75 %, och äldre över 65 år 7,0 %.